# Pseudocercospora nephelii
Pseudocercospora nephelii är en svampart som beskrevs av B. Sutton & Peregrine 1990. Pseudocercospora nephelii ingår i släktet Pseudocercospora och familjen Mycosphaerellaceae.   Inga underarter finns listade i Catalogue of Life.